# Gypjak
Gypjak (cunoscut și sub numele de Kipchak, în rusă: Кипчак, pronunțat: [kipceak]) este un sătuc aflat la circa 10 km de Aşgabat, capitala Turkmenistanului.

## Descriere
Gypjak este un mic sat, aflat la circa 10 km de Aşgabat, capitala Turkmenistanului.
Este cunoscut drept localitatea natală a primului președinte al Turkmenistanului independent, Saparmurat Niyazov. În timpul președinției sale, Niyazov a dispus construirea unei moschei și a unui mausoleu al familiei sale, în localitate. Aici a fost înmormântat Saparmurat Niyazov, la 24 decembrie 2006.

## Personalități
- Saparmurat Niyazov (1940 - 2006), primul președinte (1991 - 2006) al Turkmenistanului independent.

Coordonate: 38° 2′ N, 58° 15′ E